# Palazzo Bardi
Il palazzo Bardi o Busini-Bardi-Serzelli si trova in via de' Benci 5 a Firenze.

## Storia
Fu costruito su preesistenze negli anni Trenta del XV secolo per conto della famiglia di banchieri Busini, su disegno forse di Filippo Brunelleschi: è quindi evidente la sua grande importanza nel testimoniare, circa quindici anni prima della costruzione di palazzo Medici di via Larga ad opera di Michelozzo, il definirsi della tipologia del palazzo rinascimentale, con cortile centrale, in un momento di significativa crescita urbana promossa dai ceti dirigenti del tempo.
Giovanni de' Bardi (della linea di Gualtiero, non di quella di Piero, esiliata nel 1343) acquistò il palazzo nel 1482: la famiglia già nel secolo precedente aveva significative proprietà di là dal ponte. Agnolo de' Bardi, nipote di Giovanni, fece fare dei lavori di ammodernamenti al palazzo, forse con il concorso di Giuliano da Maiano, ma non ne venne modificato l'assetto generale. Furono chiuse le grandi aperture sul fronte che davano accesso a vari locali adibiti a botteghe (una successione di fornici è ancora apprezzabile su via Malenchini e due permangono su via de' Vagellai). Da sottolineare come i lavori, databili tra il 1488 e il 1498, pur giungendo ad esiti formalmente diversi, si sviluppassero in parallelo con quelli dell'antistante palazzo Corsi, ugualmente volti a convertire la più antica struttura medievale in un palazzo adeguato alla nuova concezione rinascimentale.

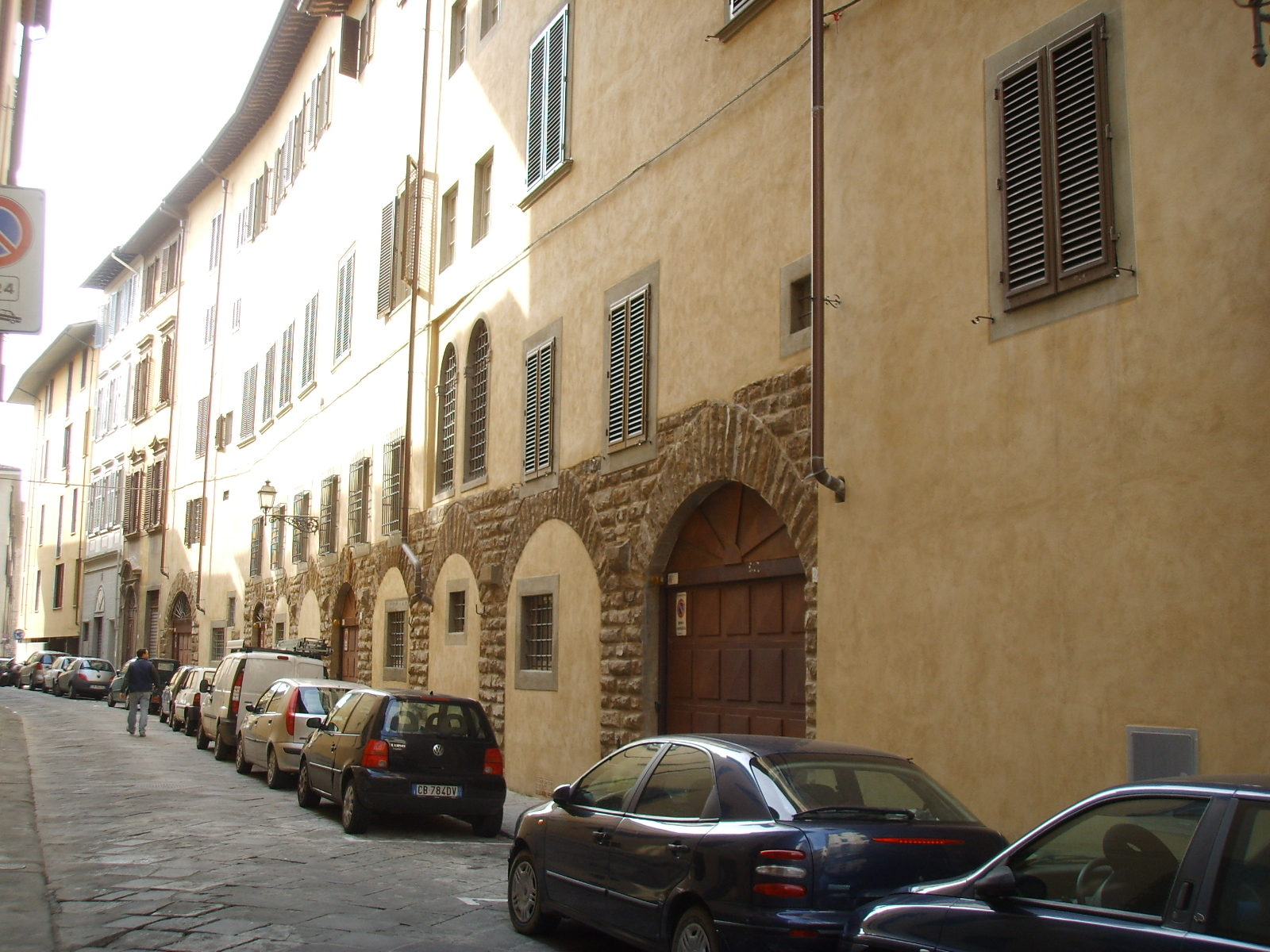
Preesistenze sul lato sud in via Malenchini

Verso la fine del XVI secolo, come ricorda una lapide sulla facciata, si riuniva in questo palazzo una comitiva di letterati, artisti e musicisti, conosciuta sotto il nome di Camerata fiorentina di casa Bardi, istituita dapprima allo scopo di risuscitare l'antico teatro greco e che più tardi si occupò del melodramma teatrale, tanto che qui si eseguì per la prima volta il canto dantesco del conte Ugolino, messo in musica da Vincenzo Galilei e si eseguirono le Nuove Musiche di Giulio Caccini. Più tardi la Camerata divenne Accademia, trasferendosi nell'odierno palazzo Corsi-Tornabuoni in via Tornabuoni.
Il palazzo fu abitato dai Bardi fino all'estinzione del ramo familiare a inizio dell'Ottocento, per poi passare ai Bardi Serzelli, che l'hanno abitato fino al 1954, anno della morte del conte Alberto. Successivamente affittato alla Provincia di Firenze, è stato da questa scelto negli anni settanta per ospitare il III Liceo Scientifico statale. Nel 1983 ha subito il rifacimento degli intonaci sul fronte di via Malenchini. A partire dal 1990 circa, oramai liberato dalla presenza della scuola e acquistato da una società immobiliare, è stato interessato da un complesso cantiere finalizzato al recupero della fabbrica e alla suddivisione in appartamenti dei grandi ambienti interni, conclusosi nel 2007.
Il palazzo appare nell'elenco redatto nel 1901 dalla Direzione Generale delle Antichità e Belle Arti, quale edificio monumentale da considerare patrimonio artistico nazionale, ed è sottoposto a vincolo architettonico dal 1913.

## Descrizione
La semplice facciata, sviluppata sui canonici tre piani e graffita con una finta muratura a conci rinnovata nel 1885 (al tempo della proprietà di Ferdinando Bardi, comunque da considerare sostanzialmente fedele alle preesistenze), quindi restaurata e integrata nell'ambito del recente intervento, presenta ai lati due scudi con le armi, oramai consunte ma ancora ben leggibili, della famiglia Busini (d'azzurro, a tre fasce increspate d'oro, e alla banda attraversante di rosso, caricata di tre rose d'argento). Da segnalare sul fronte anche la lapide che ricorda come, in questo palazzo, Giovanni Bardi conte di Vernio avesse riunito verso il 1580 la Camerata fiorentina di casa Bardi, in seno alla quale nacque il melodramma.
| IN QUESTA CASA DEI BARDI VISSE GIOVANNI CONTE DI VERNIO CHE AL VALOR MILITARE MOSTRATO NEGLI ASSEDI DI SIENA E DI MALTA CONGIUNSE LO STUDIO DELLE SCIENZE E L'AMOR DELLE LETTERE COLTIVÒ LA POESIA E LA MUSICA E ACCOLSE E FU L'ANIMA DI QUELLA CELEBRE CAMERATA LA QUALE INTESA A RIPORTARE L'ARTE MUSICALE IMBARBARITA DALLE STRANEZZE FIAMMINGHE ALLA SUBLIMITÀ DELLA GRECA MELOPEA DI CUI SCRISSERO GLI STORICI DELL'ANTICA CIVILTÀ APRÌ LA VIA GIÀ CHIUSA DA SECOLI AL RECITATIVO CANTATO E ALLA MELODIA E CON LA RIFORMA DEL MELODRAMMA FU LA CUNA DELL'ARTE MODERNA N. MDXXXII - M. MDCXII |

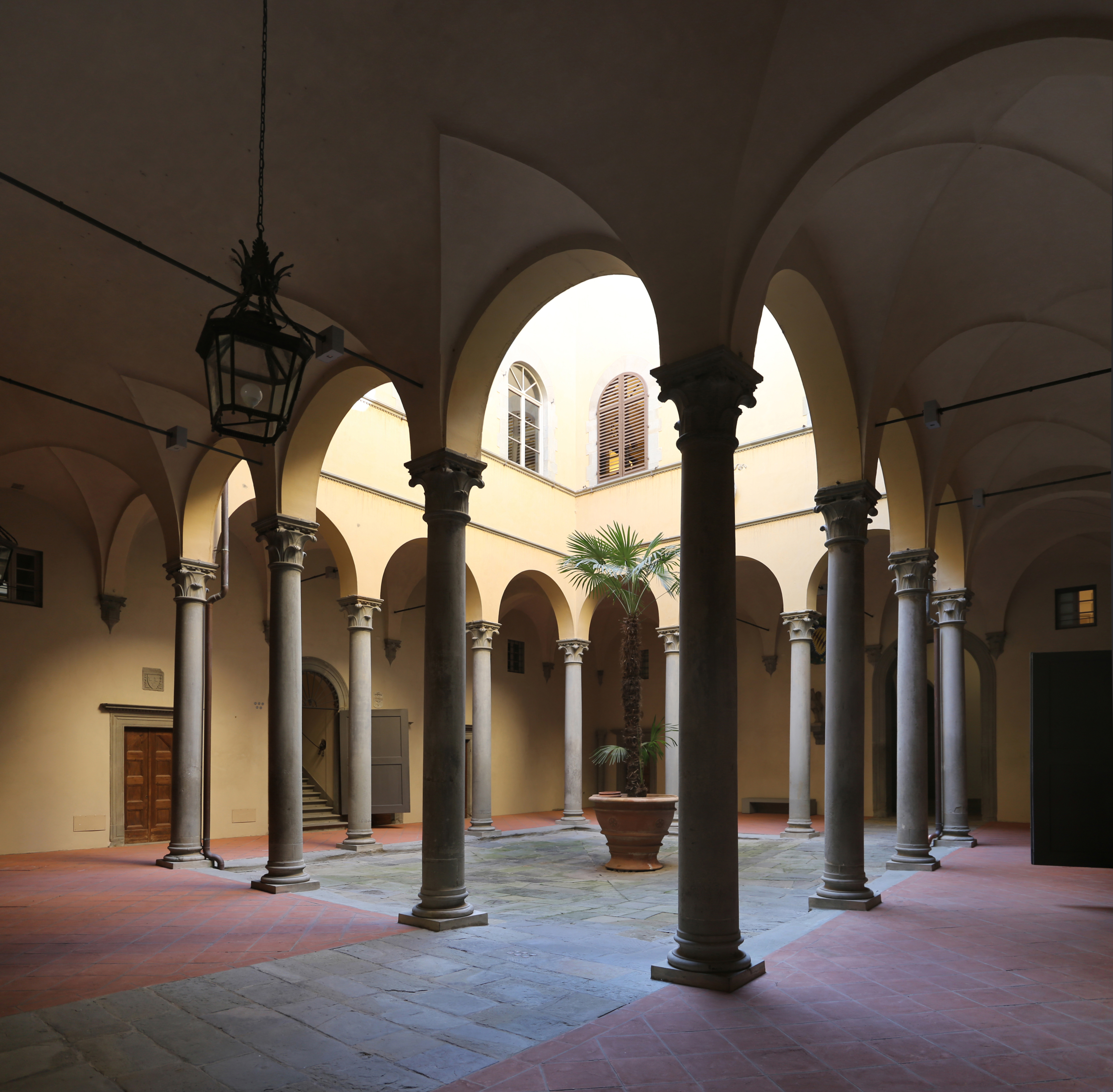
Palazzo Bardi, il cortile attribuito a Brunelleschi

Di rilievo l'androne, chiuso sul fondo da una elegante cancellata (presumibilmente databile al Settecento) con sulla rosta l'arme dei Bardi (d'oro, alla banda di losanghe accollate di rosso) accostata da due aquile. Le fasce marcapiano aggettanti sono ornate da volute di fiori, primo esempio di "stile nuovo" fiorentino. Semplici finestre centinate si allineano su otto assi. all'esterno si trova murato anche un piccolo tabernacolo con un affresco scarsamente leggibile con la Madonna in gloria adorata da una monaca.
L'elemento più interessante è il cortile centrale porticato sui quattro lati, progettato forse dal Brunelleschi, probabilmente il primo cortile privato signorile a Firenze (dopo i cortili pubblici del Palazzo del Bargello e di Palazzo Vecchio): a pianta quadrata, presenta arcate a tutto sesto con colonne con capitelli corinzi che scandiscono lo spazio. I volumi sono scanditi ad altezza doppia rispetto al modulo usato spesso successivamente del cubo sormontato da semisfera: qui l'altezza delle colonne è doppia rispetto all'intercolumnio (a differenza per esempio del loggiato dello Spedale degli Innocenti) e, pur mantenendo dimensioni armoniche, presenta un maggior slancio. Tipicamente brunelleschiana è anche la disposizione delle porte che si aprono sul cortile.
"Si osservi anche il sonoro androne d'ingresso, con volte a crociera su capitelli pensili strettamente analoghi a quelli del palazzo di Niccolò da Uzzano; o lo splendido episodio dei capitelli delle colonne del cortile stesso, che presentano un singolare episodio di protocorinzio appunto brunelleschiano, cui non a caso rispondono i capitelli del cortile della casa di Apollonio Lapi, posta in via del Corso 13, egualmente attribuita all'esordio professionale di Filippo: per la qual cosa piacerebbe datare pure il prezioso testo architettonico protobrunelleschiano di palazzo Bardi anche a prima del 1420" (Gabriele Morolli).
All'interno molte stanze presentano dei soffitti in legno risalenti all'epoca di Agnolo de' Bardi, che li fece uniformare.

## Bibliografia

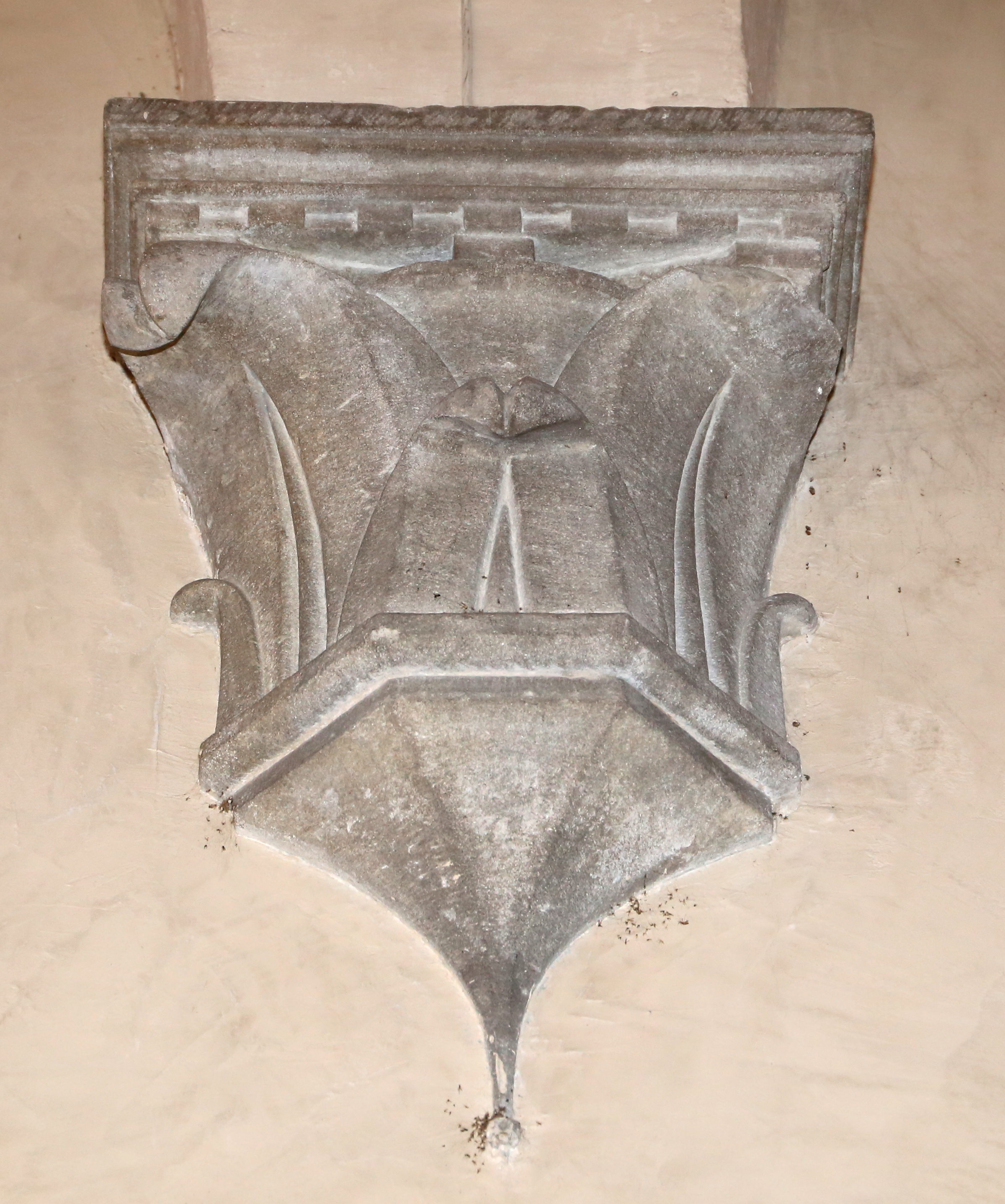
Peduccio nel cortile

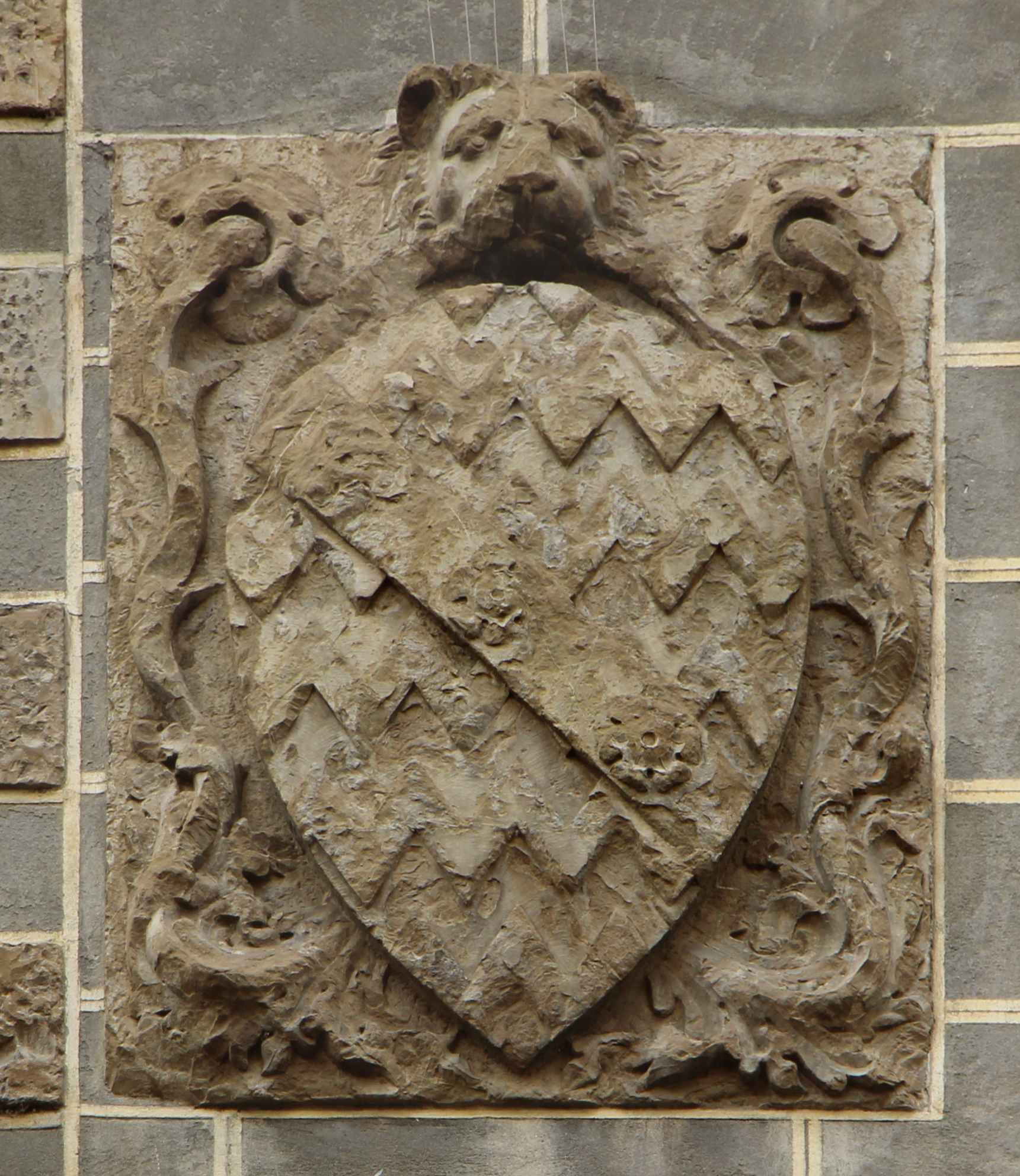
Stemma Busini, all'esterno

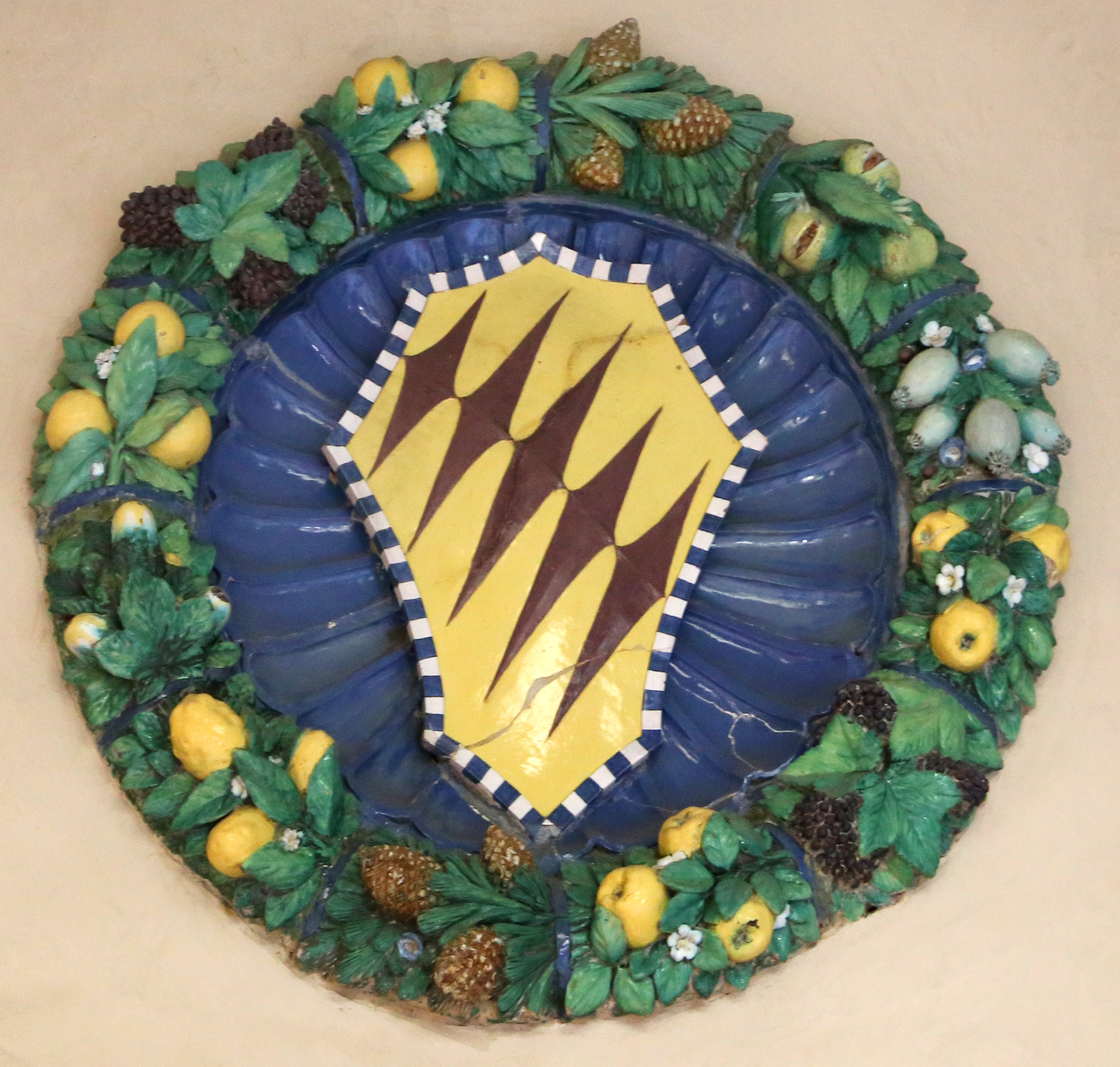
Stemma robbiano dei Bardi